# Zhongshan
Zhongshan (中山; pinyin: Zhōngshān) er en by på præfekturniveau i provinsen Guangdong i Folkerepublikken Kina. Den er omgivet af Zhuhai mod syd, Jingmen i vest, Foshan i nord og Guangzhou i nordøst. Mod  øst ligger  Perleflodens hovedudløb til det Sydkinesiske Hav. 
Zhongshan er med et areal på  1.800 km² (1,1%  af  Guangdongs areal) det næstmindste af  21 bypræfekturer i Guangdong. Det har  1,38 millioner indbyggere (1,66%  af  Guangdongs befolkning), og en befolkningstæthed på  767 indb/km². Zhongshan er hjemstavn for 700.000 kinesere i  Hongkong og Macao.

## Historie
Zhongshan hed tidligere Xiangshan (香山; Xiāngshān, = velduftende bjerg).  Xiangshan blev oprettet som et amt under Song-dynastiet, og omfattede da et væsentlig større område end nu. Det strakte sig helt med til øerne omkring nutidens Macao. Navnet blev ændret for at hædre doktor Sun Zhongshan, bedre kendt som Sun Yat-sen, som blev født i 1866 i landsbyen Cuiheng her. Fødestedet er fremdeles en turistattraktion, med et Sun Yat-sen-museum i mindeparken Sunwen.

## Økonomisk vækst
Zhongshan tilhører et område med stærk økonomisk vækst.
Fremdeles står primærerhvervene  stærkt, med landbrugsproduktion af ris, litchi, bananer og sukkerrør. Der er også en del blomsterdyrkning; byen Xiaolan er velkendt for sine krysantemumblomster.
Zhongshan er sammen med Dongguan, Nanhai og Shunde blevet kaldt Guangdongs fire små tigre. En række industrier gør det godt i bypræfekturet. Dachong er kendt for sin mahogni-møbelindustri, Dongfeng for elektriske husholdningsartikler, Guzhen for lamper og belysningstilbehør, Huangpu for fødevareindustri, Shaxi for casual wear beklædningsindustri, Xiaolan for låse, anden jernvareindustri og elektronisk akustisk udstyr. 

## Trafik
Kinas rigsvej 105 går gennem byen. Denne vigtige trafikåre begynder i Beijing, går sydover og ender ved kysten i Zhuhai i provinsen Guangdong. Den går gennem større byer som Tianjin, Dezhou, Jining, Shangqiu, Jiujiang, Nanchang og Guangzhou.

## Myndigheder
Den lokale leder i Kinas kommunistiske parti er Xue Xiaofeng. Borgmester er Chen Liangxian, pr. 2021.
- Wikimedia Commons har flere filer relateret til Zhongshan

22°31′N 113°21′Ø / 22.517°N 113.350°Ø